# کتسوکی این
کتسوکی این (به ژاپنی: 月桂院 げつけいいん) (تولد ۱۵۶۸ –مرگ ۱۶۵۵) یکی از زنان ژاپنی، در دوره آزوچی-مومویاما تا اوایل دوره ادو بود. دختر آشیکاگا یوریزومی بود. در سال ۱۵۹۰ یکی از همسران غیر اصلی تویوتومی هیده‌یوشی شد.